# Virregnat de Nova Granada
El Virregnat de Nova Granada o Virregnat de Santafe va ser un virregnat espanyol (1717 - 1724, 1740 - 1810 i 1815 - 1819). Va ser creat pel rei Felip V d'Espanya l'any 1717 a causa de la nova política dels Borbons i paralitzat durant 1724, per problemes financers. Va ser restaurat el 1740 fins que el moviment independentista el dissol de nou l'any 1810. El 1815 és reconquerit per l'exèrcit del Rei Ferran VII fins que l'exèrcit liderat per Simón Bolívar aconsegueix la independència definitiva del poder espanyol l'any 1819. La capital del virregnat es va situar a Santa Fe de Bogotà, actual capital de Colòmbia, que en va heretar l'escut d'armes i que avui dia encara conserva.

## Divisió administrativa
El Virregnat tingué la jurisdicció sobre les Reals Audiències de Santa Fe de Bogotà, Panamà, i Quito, i part del posterior territori de la Capitania General de Veneçuela. El virregnat va abastar territoris de les actuals repúbliques de: Colòmbia, Equador, Panamà i Veneçuela, a més de les regions del Nord del Perú i Brasil, i de l'Oest de Guyana. La seva capital es va situar a Santa Fe de Bogotà.
Durant el moment de màxima extensió, el Virregnat va arribar a abastar les governacions o províncies de Santa Fe, Antioquia, Caras, Choco, Cumana, Darien, Guayana, Guayaquil, Maracaibo, Popayan, Portobelo, Quito, Santa Marta i riu Hacha i Uraba.

## Cronologia

### Reial Cèdula des del 6 de febrer de 1538
L'Emperador Carles V creà la Reial Audiència de Panamà que va ser la tercera Reial Audiència del continent. En ella s'incloïen les províncies de Terra Ferma (Castilla de Oro i Veraguas), tots els territoris que comprenen des de l'Estret de Magallanes fins al Golf de Fonseca (les províncies del Rio de la Plata, Xile, Perú, la governació de Cartagena i Nicaragua).

### Reial Cèdula des del 17 de juliol de 1549
La Reial Audiència de Santa Fe va ser creada. El seu territori de control comprenia els territoris de les províncies de Santa Marta, Rio de San Juan, Popayán, Guayana i Cartagena. La primera sessió de la Reial Audiència de Santa Fe es va fer el 7 d'abril de 1550.

### Reial Cèdula del 29 d'agost de 1563
El rei Felip II, a la ciutat de Guadalajara el 1563 va dictar un manament reial el qual dictava la creació de la Presidència i la Reial Audiència de Quito.

### Reial Cèdula del 27 de maig de 1717
A Segòvia (Espanya) s'expedeix la Reial Cèdula que annexa (suprimint-les) les Reial Audiències de Quito i Panamà a la Reial Audiència de Santa Fe, creant el Virregnat de Nova Granada, amb les províncies de Santa Fe o Nou Regne de Granada i les de Cartagena, Santa Marta, Maracaibo, Caracas, Antioquia, Guyana, Popayán i les de San Francisco de Quito. Van ser establertes les comandàncies militars de Veneçuela, Cartagena i Panamà.

### Reial Cèdula del 5 de novembre de 1723
Acabada la guerra amb la Quàdruple Aliança es va emetre una altra Cèdula Reial, la qual va fer reeditar la Reial Audiència de Quito al Virregnat del Perú, quedant suprimit temporalment el Virregnat de Nova Granada.

### Reial Cèdula del 20 d'agost de 1739
Per ordenació real, la Reial Audiència de Quito va ser incorporada novament al Virregnat. Però aleshores, el Rei va firmar a San Ildefonso, La Cèdula de Reerecció definitiva del Virregnat de Nova Granada amb els mateixos drets que la de la Cèdula Reial de 1717.
| « | Chocó, Popayán, Reino de Quito i Guayaquil, Províncies d'Antioquia, Cartagena, Santa Marta, Río del Hacha, Maracaibo, Caracas, Cumana, Guaiana, Illa de Trinidat i Margarita i Río Orinoco, Provincies de Panamá, Portobelo, Veragua i el Darién amb totes les ciutats, vil·les i llocs i també els ports, badies, sortidors i més pertinences en un i altre mar. | » |

### Reial Cèdula de 1740

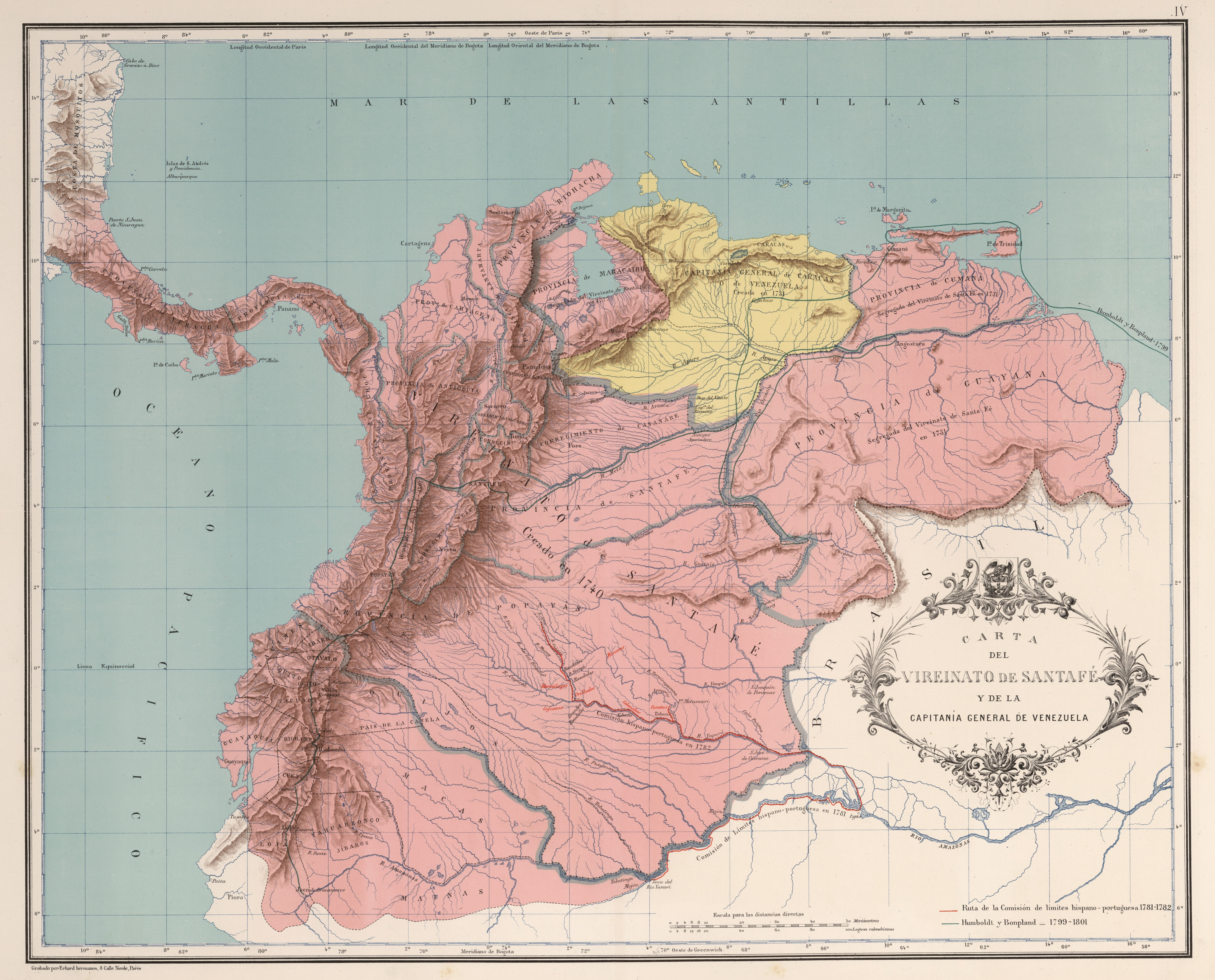
Virregnat de Nova Granada el 1742

La corona espanyola el 1740 fixa de manera clara i precisa els llindars definitius entre el Virregnat de Nova Granada i el Virregnat del Perú. Diu així:
| « | Partint des de Tumbez a la costa del Pacific segueix la línia per les serranies i altres serralades dels Andes per les jurisdiccionals de Paita i Piura, fins a Maranon que està a 6º30'de latitud Sur i la terra endins, deixant el Perú sota la jurisdicció de Piura, Cajamarca, Moyobamba i Potilones i per la serralada de Jeveros travessant el riu Ucayali, a 6º30' fins a donar amb el riu Javari o Jauri en la confluència del Carpi i les aigües d'aquest al Solimaes o Amazonas i les aigües d'aquest, a baix fins a la boca més occidental de la Caqueta o Yapura, on comencen els límits de Brasil. | » |

Aquesta Cèdula va apropar bona part dels territoris de la regió oriental, eren ocupades des de feia anys les missions jesuïtes Quitenyes que existien en els rius de l'Alt Ucayali, Maranyon i Amazones. Aquesta Cèdula va reformar els límits de la Reial Audiència de Quito incorporada aleshores al Virregnat de Nova Granada.

### Independència de Veneçuela
L'any 1739, en informar sobre la reconstitució del Virregnat de Nova Granada, el Rei es refereix a "Caracas, com el territori de la seva Capitania General". Durant l'any 1742, la Província de Veneçuela o Caracas, es va independitzar del Virregnat.

### Reial Cèdula del20 de junydel1751
Degut els problemes econòmics a Terra Ferma la Corona ordena l'extinció definitiva de la Reial Audiència de Panamà i es crea un govern, militar dependent del Virregnat. Per possibilitar-ho, es crea a Panamà la Comandància General de Terra Ferma.

### Reial Cèdula del8 de setembrede1777
Trenta anys després de la província de Veneçuela se li annexionen els territoris de les províncies de Maracaibo, Guayana i Cumana fins aleshores dependents del virregnat; la província de Trinitat, depenent de la Reial Audiència de Santo Domingo i la província de Margarita, dependents de la Corona espanyola per formar la Capitania General de Veneçuela, amb capital a la ciutat de Caracas.

### Reial Cèdula de 1802 i 1803
Per aquestes cèdules reials van retornar al Virregnat del Perú la Comandància General de Maynas (actuals departaments d'Amazones, Sant Martín i Loreto a Perú) i el govern de Guayaquil. La província peruana de Jaén, en l'actual Regió de Cajamarca, que pertany a la Reial Audiència de Quito només entre 1563 i 1567 i entre 1819 i 1821, havent-se produït multitudinàriament per pertànyer al Perú ambdues possibilitats, decisió ratificada pel virrei Francisco de Toledo (1569-1581) durant el regnat de Felip II i pel govern del Perú el 1821.

### Reial Cèdula del 20 de novembre de 1803
Per aquesta Cèdula es va disposar que la costa dels Mosquits i les illes de San Andres passin des de la Capitania General de Guatemala al virregnat de Nova Granada.

## Història
Durant l'any 1508 la Terra Ferma va ser dividida entre Diego de Nicuesa, que va obtenir la governació de Veragua o Castilla de Oro, que anava des del riu Atrato en el golf d'Uraba fins al cap "Gracias a Dios" i Alonso de Ojeda, la de Nova Andalusia, des del riu Atrato fins al Cap de la Vela. Nicuesa va fundar "Nombre de Dios" i Martin Fernandez de Enciso "Santa Maria L'Antiga del Darien", totes dues el 1510. Poc després a partir de l'1 de març de 1511 Vasco Núñez de Balboa es va fer càrrec de Veragua (incloent Darien) i va ser nomenat pel virrei Diego Colom com el seu lloctinent a Darien. El rei el va nomenar el 23 de desembre de 1511 capità i governador interí del Darien fins al juliol de 1514. El 25 de setembre de 1513 va prendre possessió del "Mar del Sur" que ell va descobrir.
El maig de 1513 Pedrarias Davila va ser nomenat governador i capità general de Castilla de Oro, que incloïa tot el territori de la costa des del Cap de la Vela, fins a l'actual Panamà, amb l'excepció de Veraguas, arribant a Darien el juliol del 1514. Va fundar "Nuestra Senyora de la Asuncion de Panamà" el 15 d'agost de 1519. Nova Andalusia va ser suprimida i Balboa va rebre el 23 de setembre de 1514 el nomenament del "Governador de Coiba i Panamà i Avançat del Mar de sud" subordinat a Castella de Oro.
El 1525 Fernandez de Oviedo va intentar establir una governació a la zona de Cartagena, però no va prosperar fins a la fundació de la ciutat el 1533.
El 26 de febrer de 1538 va ser establerta en l'Istme, la Reial Audiència de Panamà per la Reial Cèdula expedida per Carles V
L'any 1550 es va crear la Reial Audiència de Santa Fe de Bogotà dins del virregnat del Perú amb jurisdiccionals sobre el Nou Regne de Granada i les governacions de Santa Marta, Cartagena i Popayan.
La dèbil dependència del govern del Nou Regne de Granada a Santa Fe de Bogotà, amb el del virregnat del Perú a Lima, la lentitud de les comunicacions entre les dues ciutats porten a recomanar a Felip V d'Espanya la creació d'un Virregnat independent a La Nueva Granada el 1717, finalment decidit l'any 1718.
D'aquesta manera, les províncies del que avui podrien correspondre a Colòmbia, Equador, Panamà, Veneçuela, i regions del Perú, Brasil i Guyana, fins aleshores sota diferents jurisdiccions, s'uneixen políticament sota una mateixa autoritat colonial establerta a la Ciutat de Santa Fe de Bogotà, confirma'n així la ciutat com un altre dels principals centres administratius de les colònies espanyoles a Amèrica, junt amb Lima i la Ciutat de Mèxic.
Entre les consideracions que la corona va tenir en compte per la seva creació hi han dos fets essencials. En primer lloc la zona era la més important del continent respecte a la producció aurífera i en segon lloc, la seva situació estratègica entre els dos oceans i en ser una de les portes d'entrada a l'occident de l'Amèrica del Sud, permetria enfrontar-se millor al contraban i els atacs de pirates i filibusters amb un punt més proper al Carib.
Però la difícil i diversa geografia del Nord de Sud-amèrica i l'escassetat de camins apropiats feien difícil el trànsit i les comunicacions a l'interior del virregnat. L'establiment d'una Capitania General a Caracas i una Reial Audiència en Quito, va ser una resposta a les necessitats d'un govern efectiu a les regions més allunyades.
Al moment de la separació de Veneçuela, el 1742, el virregnat va quedar format pel Nou Regne de Granada (governacions de Nou Regne, Cartagena, Santa Marta, Maracaibo, Antioquia, Payan i Guayan), Quito (governacions de Quito, Quijos, Macas, Esmeraldas i alguns corregiments) i Panamà (governacions de Panamà i Veraguas). Les governacions de la Guayana, Margarita, Mèrida i Maracaibo van ser posteriorment incloses a la Capitania General de Veneçuela.
El 1764 es va crear la Governació militar de Guayaquil.
El 13 de febrer de 1789 la província de Riohacha és separada de la de Santa Marta, les dues havien estat fusionades el 17 de gener de 1593.
Per ordre reial el 13 d'agost de 1790, es va ordenar segregar de la província de Riohacha l'establiment de Sinamaica i agregar-lo a la província de Maracaibo a la Capitania General de Veneçuela. L'1 d'agost de 1792 es va efectuar la transferència. El moviment independentista el dissol de nou l'any 1810. El 1815 és reconquistat per l'exèrcit del Rei Ferran VII fins que l'exèrcit liderat per Simón Bolívar aconsegueix la independència definitiva del poder espanyol l'any 1819.